# 川村茂久
川村 茂久（かわむら しげひさ、1901年（明治34年）3月21日 - 1980年（昭和55年）8月6日）は、日本の外交官。甲府市長。

## 経歴
山梨県東山梨郡七里村（現在の甲州市）で父「広瀬久政」、母「さと」の四男として生まれる。七里尋常小学校、旧制日川中学校、第三高等学校を経て東京帝国大学法学部を卒業し、高等文官（外交科）試験に合格後、大正13年（1924年）に外務省に入省、大正15年（1926年）にワシントン日本大使館、昭和2年（1927年）にロサンゼルス日本領事館、昭和3年（1928年）外務省アジア局、昭和8年（1933年）スイス・ベルン日本公使館、昭和9年（1934年）外務省調査部、昭和14年（1939年）に興亜院調査官を務め、昭和22年（1947年）に行われた山梨県知事選挙に出馬するが落選。同年に甲府市長に就任。その後、1963年に東京都知事選挙に出馬するが落選。

## 甲府市長としての来歴
昭和22年（1947年）4月5日に行われた第一回市長公選において今井茂右衛門が当選し今井が初代公選市長に就任したが、在任五か月後の9月3日に病気のため辞任した。このため、第二回市長公選に川村茂久が立候補したが選挙の結果、川村は7,691票で二位となったものの、一位となった青柳欣一の得票数10,675票が法定得票である11,910票に達しなかったため、得票数の多い青柳と川村二名の決選投票を行うこととなったが、青柳が退候したため川村の繰り上げ当選となり、10月10日に第二代公選市長に川村が就任した。川村は市政に関しては未経験であったが、長く外交官を務め諸国の地方制度に通じていたことから、市長就任早々市役所機構を改革するとともに復興局を都市建設部に改め、貿易観光企画室を新設するなど意欲的な対応を図っていたが、しばしば市議会と対立し、昭和23年（1948年）10月22日に提出議案が審議未了になると、提出議案を専決処分し原案を執行したことから紛糾を招き、同月「川村市長解職請求書」が甲府市選挙管理委員会に提出され、11月には「川村市長解職請求書」の署名有権者の過半数に達したことから、12月25日に在任1年2か月で甲府市長を辞任。なお、前述の専決処分は昭和24年（1949年）2月27日に取り消されている。

## 著作
- 『ふるさと 改宗日記』カトリック中央書院　昭和11年（1936年）刊
- 『二つの都市』カトリック中央書院　昭和11年（1936年）刊
- 『旅ごろも』カトリック中央書院　昭和12年（1936年）刊